# ホーレス・ライス
ホーレス・ライス（Horace Rice, 1872年9月5日 - 1950年1月18日）は、オーストラリア・シドニー出身の男子テニス選手。「ホーリー・ライス」（Horrie Rice）とも呼ばれる。黎明期の全豪選手権（現在の全豪オープンテニス）で、1907年に第3回大会の男子シングルス優勝者になった人である。男子ダブルスでは1910年・1915年、混合ダブルスでも1923年に優勝し、全豪選手権で総計4つのタイトルを獲得した。左利きの選手。
ライスのプレースタイルは、左腕からのスライス・サーブと、フォアハンド・ストロークと同じラケット面で打つバックハンド・ストロークを駆使した。同じく全豪選手権の黎明期にプレーしたアンソニー・ワイルディングは、ライスのことを「醜さと効果性の融合した、彼独特の風変わりなテニスに匹敵するものを見たことがない」と描写した。彼はまた、いつも白いニッカーズの半ズボンをはき、足には黒い長靴下を履く風貌で見分けのつく人だった。スコッチ・ウイスキーが大好きな酒豪でもあり、趣味のヴァイオリンもオーケストラで演奏できるほどの技量を持っていたという。

## 来歴
ライスは1894年、22歳の時に初めてニューサウスウェールズ州のテニス・トーナメントに出場した。それから10年余を経て、1905年に第1回「オーストラレーシアン選手権」が創設された。現在の「全豪オープン」の原型となるトーナメントは、最初は男子シングルス・男子ダブルスの2部門で始まった。1907年にアデレードの「メモリアル・ドライブ・テニスクラブ」で行われた第3回大会において、ホーレス・ライスは男子シングルス・男子ダブルスの2部門とも決勝に進み、両方の決勝でハリー・パーカー（ニュージーランド）と対決した。シングルス決勝ではライスが優勝し、ダブルス決勝ではパーカーの組が勝った。
全豪選手権は長い間、毎年開催都市を回り持ちしたが、最初期はメルボルン・シドニー・アデレード・ブリスベンのほかに、西オーストラリア州の州都パースやニュージーランドなどの遠い地で開かれたこともあった。そのため、大半の選手たちは遠征の都合をつけられる大会に出場した。ライスの場合も、1907年から1923年までの間、総計出場回数は6度であった。シングルスではその後優勝から見放され、1910年・1911年・1915年の3度準優勝に終わっている。最後は第1次世界大戦の終戦後、1920年と1923年の2度出場記録を残し、50歳間近の高齢になってもシングルス準決勝に勝ち残っていた。
1913年、ホーレス・ライスは41歳にして初めての海外遠征に出る。唯一の出場となったウィンブルドン選手権では、シングルス2回戦敗退に終わった。この後、男子テニス国別対抗戦・デビスカップのオーストラレーシア代表選手としてアメリカと対戦した。ライスの対戦相手は、当時選手経歴の最盛期を迎えていたモーリス・マクローリンとリチャード・ウィリアムズの2人だった。第1試合でライスはマクローリンに歯が立たず、オーストラレーシアは第4試合で敗退が決まる。最終第5試合で、41歳のライスは21歳のウィリアムズから第1・第2セットを連取したが、続く3セットを逆転で落とした。なお、ライスが唯一の出場をした1913年を最後に、デビスカップでは「オーストラレーシア」の国名がなくなり、1914年から「オーストラリア」の国名で出場するようになった。
全豪選手権は1921年まで男子シングルス・男子ダブルスの2部門が実施されていたが、1922年から女子競技が増設され、女子シングルス・女子ダブルス・混合ダブルスの3部門が加えられた。ライスは1923年、第2回の混合ダブルス競技でシルビア・ランスとペアを組んで優勝した。51歳のライスと28歳のランスは、決勝でバート・セント・ジョン＆マーガレット・モールズワース組に 2-6, 6-4, 6-4 の逆転勝利を収めた。シングルスでは準決勝でバート・セント・ジョンに 7-9, 6-3, 5-7, 3-6 で敗れている。この大会を最後に、ライスは全豪選手権から引退した。彼は53歳を迎える1925年までトーナメントに出場し、30年以上に及ぶ長いテニス経歴を築いたが、その後消息が分からなくなった。
1950年にシドニーにて77歳で死去した。

## 全豪選手権の成績
- 男子シングルス：1勝（1907年）　［準優勝3度：1910年・1911年・1915年］
- 男子ダブルス：2勝（1910年・1915年）　［準優勝3度：1907年・1920年・1923年］
- 混合ダブルス：1勝（1923年）